# Área metropolitana de Atlanta
El área metropolitana de Atlanta o metro Atlanta, oficialmente designada por la Oficina del Censo de los Estados Unidos como el Atlanta-Sandy Springs-Marietta Metropolitan Statistical Area, es el área metropolitana más poblada del estado de Georgia y la novena área metropolitana más poblada en los Estados Unidos. Además de Atlanta, es la capital y ciudad más grande del estado, solamente el área metropolitana de Atlanta abarca más de 31 condados en el norte de Georgia con una población total estimada en 2009 de 5,475,213 personas.

## Área metropolitana

### Condados
| Por orden alfabético - Barrow (67,139) - Bartow (122,834) - Butts (23,759) - Carroll (111,954) - Cherokee (204,363) - Clayton (273,718) - Cobb (698,158) - Coweta (118,936) - Dawson (21,484) - DeKalb (739,956) - Douglas (124,495) - Fayette (106,144) - Forsyth (158,914) - Fulton (1,014,932) - Gwinnett (789,499) - Hall (180,175) | - Haralson (28,718) - Heard (11,387) - Henry (201,343) - Jasper (13,660) - Lamar (16,961) - Meriwether (22,748) - Newton (96,019) - Paulding (127,906) - Pickens (30,488) - Pike (17,204) - Polk (41,460) - Putnam (21,251) - Rockdale (82,052) - Spalding (62,826) - Upson (27,562) - Walton (83,144) |  | Por población - Fulton (1,014,932) - Gwinnett (800,080) - DeKalb (739,956) - Cobb (701,355) - Clayton (273,718) - Cherokee (204,363) - Henry (201,343) - Hall (180,175) - Forsyth (158,914) - Paulding (127,906) - Douglas (124,495) - Bartow (122,834) - Coweta (118,936) - Carroll (111,954) - Fayette (106,144) - Newton (96,019) - Walton (83,144) | - Rockdale (82,052) - Barrow (67,139) - Spalding (62,826) - Polk (41,460) - Chambers (36,583) - Pickens (30,488) - Haralson (28,718) - Upson (27,562) - Butts (23,759) - Meriwether (22,748) - Dawson (21,484) - Putnam (21,251) - Pike (17,204) - Lamar (16,961) - Jasper (13,660) - Heard (11,387) |

### Centro de la ciudad
- Atlanta: pob. 537,958

- Centro
- Midtown
- Buckhead

### Ciudades (desde Atlanta y ciudades periféricas)
- Cumberland
- Perimeter Center

Ciudades periféricas en desarrollo
- Área de Hartsfield-Jackson
- Área de Alpharetta North Point
- Downtown Decatur
- Área de Gwinnett Place
- Área de CDC and Emory University
- Downtown Marietta

Más de la mitad de la población del metro de Atlanta se encuentra ubicada en áreas no incorporadas que no son consideradas como lugares designados por el censo. En el área metropolitana de Atlanta incluye los siguientes suburbios no incorporados (ambos dentro y fuera de Atlanta), exsuburbios, y alrededores, ordenados por población:

#### Suburbios
- Roswell: pob. 87,657
- Sandy Springs: pob. 82,674
- Marietta: pob. 67,562
- Johns Creek: pob. 59,431
- Alpharetta: pob. 49,903
- Smyrna: pob. 49,854
- East Point: pob. 43,418
- North Atlanta (CDP). Incluye partes de Brookhaven: pob. 42,302
- Dunwoody: pob. 39,583
- Redan (CDP): pob. 37,106
- Gainesville: pob. 35,668
- Peachtree City: pob. 34,788
- Mableton (CDP): pob. 33,481
- Kennesaw: pob. 31,628
- Douglasville: pob. 31,035
- Tucker (CDP): pob. 30,107
- Lawrenceville: pob. 29,258
- Duluth: pob. 26,125
- Griffin: pob. 23,719
- Carrollton: pob. 23,291
- Woodstock: pob. 23,141
- Canton: pob 22,724
- Forest Park: pob. 21,726
- Belvedere Park (CDP): pob. 20,773
- Newnan: pob. 30,474
- Snellville: pob. 20,112
- North Druid Hills (CDP): pob. 20,099
- College Park: pob. 19,969
- McDonough: pob. 19,768
- Acworth: pob. 19,476
- Cartersville: pob. 19,010
- Decatur: pob. 18,986
- Sugar Hill: pob. 17,204
- Union City: pob. 16,961
- North Decatur (CDP): pob. 16,743
- Suwanee: pob. 16,277
- Powder Springs: pob. 15,614
- Riverdale: pob. 15,279
- Milton: pob. 15,156
- Fayetteville: pob. 15,136
- Covington: pob. 14,980
- Stockbridge: pob. 14,360
- Winder: pob. 14,064
- Druid Hills (CDP): pob. 13,970
- Conyers: pob: 13,545
- Monroe: pob. 13,381
- Panthersville (CDP): pob. 12,928
- Villa Rica: pob. 12,838
- Vinings (CDP): pob. 12,383
- Lilburn: pob. 11,559
- Buford: pob. 11,378
- Chamblee: 11,202
- Fairburn: pob. 11,024
- Norcross: pob. 10,737
- Candler-McAfee (CDP): pob. 10,580
- Doraville: pob. 10,268
- Thomaston: pob. 9,638
- Irondale (CDP) pop: 8,789
- Clarkston: pob. 7,836
- Stone Mountain: pob. 7,650
- Auburn (CDP): 7,496
- Centerville (CDP): pob. 7,240
- Austell: pob. 7,062
- Conley (CDP): pob: 7,038
- Tyrone (CDP): pob. 6,942
- Hapeville: pob. 5,978
- Cumming: pob. 5,710
- Morrow: pob. 5,539
- Hampton: pob. 5,295
- Dacula: pob. 4,662
- Jonesboro: pob. 4,131
- Flowery Branch (CDP): pob. 3,991
- Palmetto: pob. 3,400
- Bonanza (CDP): pob. 3,303
- Lakeview Estates (CDP): pob. 3,051
- Lake City: pob. 2,682
- Lovejoy: pob. 2,495
- Loganville: pob. 2,591
- Lithonia: pob. 2,367
- Berkeley Lake: pob. 2,096
- Mountain Park (Gwinnett) (CDP): pob. 11,753